# Колокольня

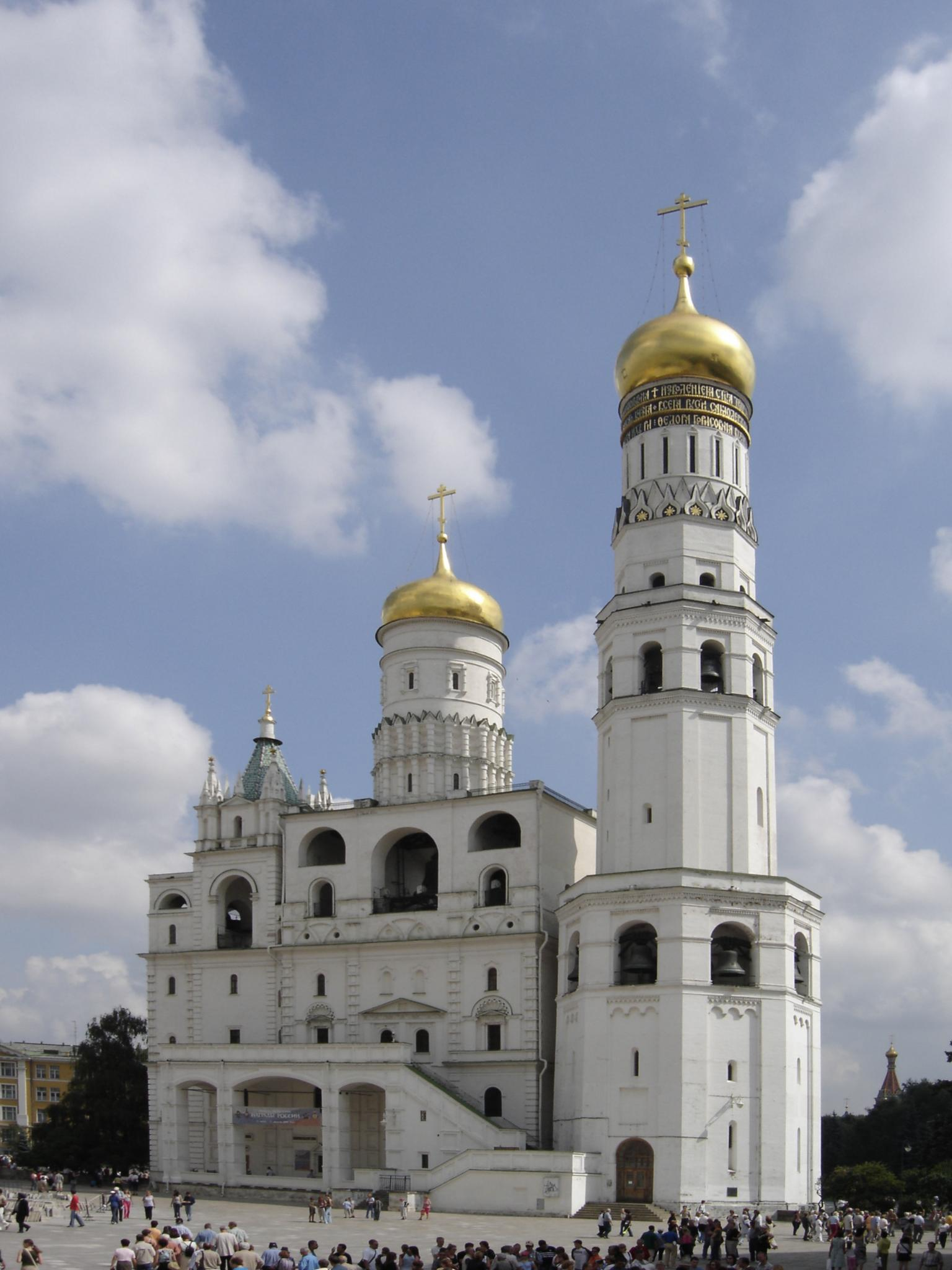
Колокольня Ивана Великого в Москве, XVI—XVII века

Колоко́льня — башня с открытым ярусом для подвешивания одного или нескольких колоколов. Может быть частью здания церкви или отдельностоящим строением рядом с ней.
Итальянские колокольни эпохи Средних веков и Возрождения назывались кампанилами.

## Назначение
Как правило, в колокола звонят для призыва на богослужение, отмечания времени и особых событий, таких как свадьба (венчание), похороны (отпевание), или, особенно в старые времена, для призыва к защите города или для сигнала о пожаре.

## Особенности
Кроме колоколов на колокольне может иметься карильон, особенно в Европе. В современных постройках вместо тяжёлых колоколов для извлечения звуков иногда устанавливают небольшие металлические прутья, вибрация от которых усиливается с помощью электроники и выводится через громкоговорители. Звукоотражающие пластины, устанавливаемые на колокольне, называются абасонами.

## История

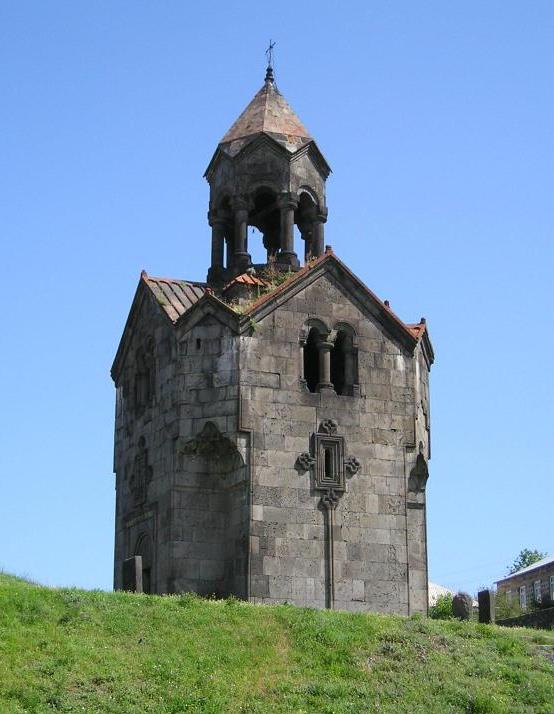
Колокольня (1245 год) в монастырском ансамбле Ахпат, входящем в список всемирного наследия ЮНЕСКО

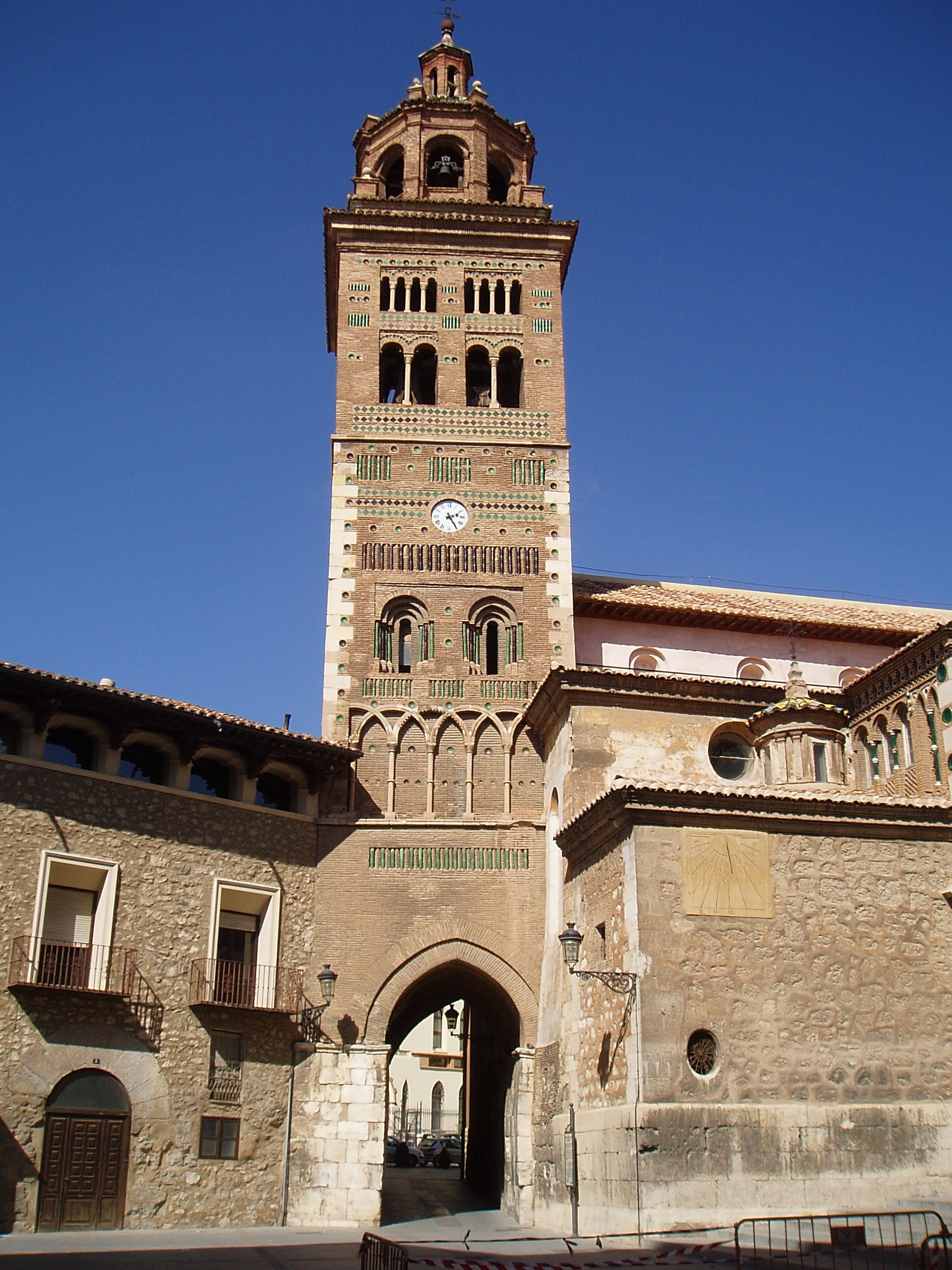
Теруэль

Первые колокольни представляли собой круглые башни, стоявшие отдельно от здания храма. Самые древние колокольни, известные истории, располагались при соборе Св. Иоанна Крестителя на Латеранском холме и в соборе Святого Петра в Риме.
В VI века в Равенне рядом с базиликами Сант-Аполлинаре-Нуово и Сант-Аполлинаре-ин-Классе были возведены высокие колокольни-ротонды. Башни — круглые, фасады расчленены карнизами, этажи обозначены окнами, которые освещают внутренние лестницы. Оконные проёмы нижних этажей окаймлены простыми полуциркульными арками, верхних — двойными и тройными.
C начала XI века В Западной Европе колокольни начали возводить повсеместно в качестве дозорных башен, с которых, в случае опасности, была возможность наблюдать приближение неприятеля и предупредить жителей.

### Романская архитектура

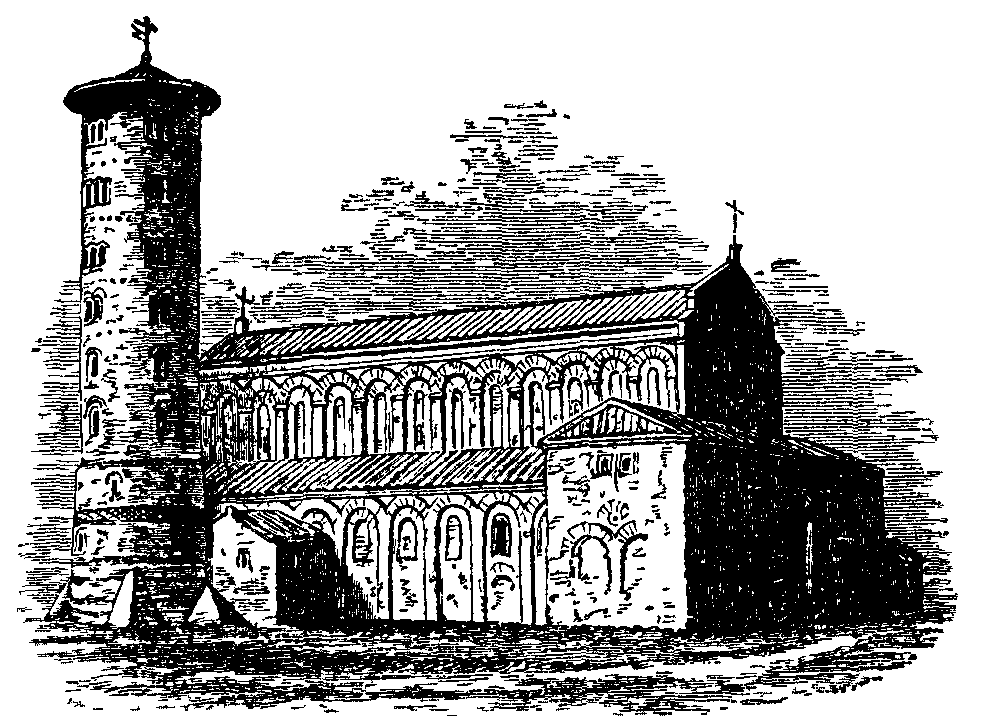
Сант-Аполлинаре-ин-Классе

Иметь колокольню при церкви стало считаться признаком силы и власти. Если ранее колокольни возводились отдельно, то со временем её стали воздвигать в единстве со зданием храма, над его главным входом. Позже появилось две башни: с обеих сторон притвора либо на концах боковых нефов, примыкающих к трансепту. Иногда башню располагали над пересечением продольного корпуса с трансептом, а иногда во всех этих местах одновременно. Таких храмов со множеством колоколен много в Нормандии, где небольшие церкви имеют три, большие соборы — пять, а некоторые — большее число башен. Так, в реймсском соборе семь колоколен, а в ланском — девять.
Форма башен менялась во времени и зависела от местности и зодчих. Изначально колокольни были круглыми в плане. После они трансформировались в четырёх- и восьмигранные, сужающиеся кверху.
Обычно башня была в несколько ярусов, в каждом из которых делались отверстия для пропускания звука и света. Эти отверстия и окна обрамлялись двулопастными и трёхлопастными арками и создавался трифорий, что было обычным явлением в романской архитектуре.
Крыши башен часто покрывались свинцом, но иногда каменными плитами и черепицей. Формой покрытия башен был остроконечный конус, но чаще форма была четырёхгранной или восьмигранной пирамидкой, у основания которой по углам башни ставились четыре небольшие главки или балдахина.

### Готика

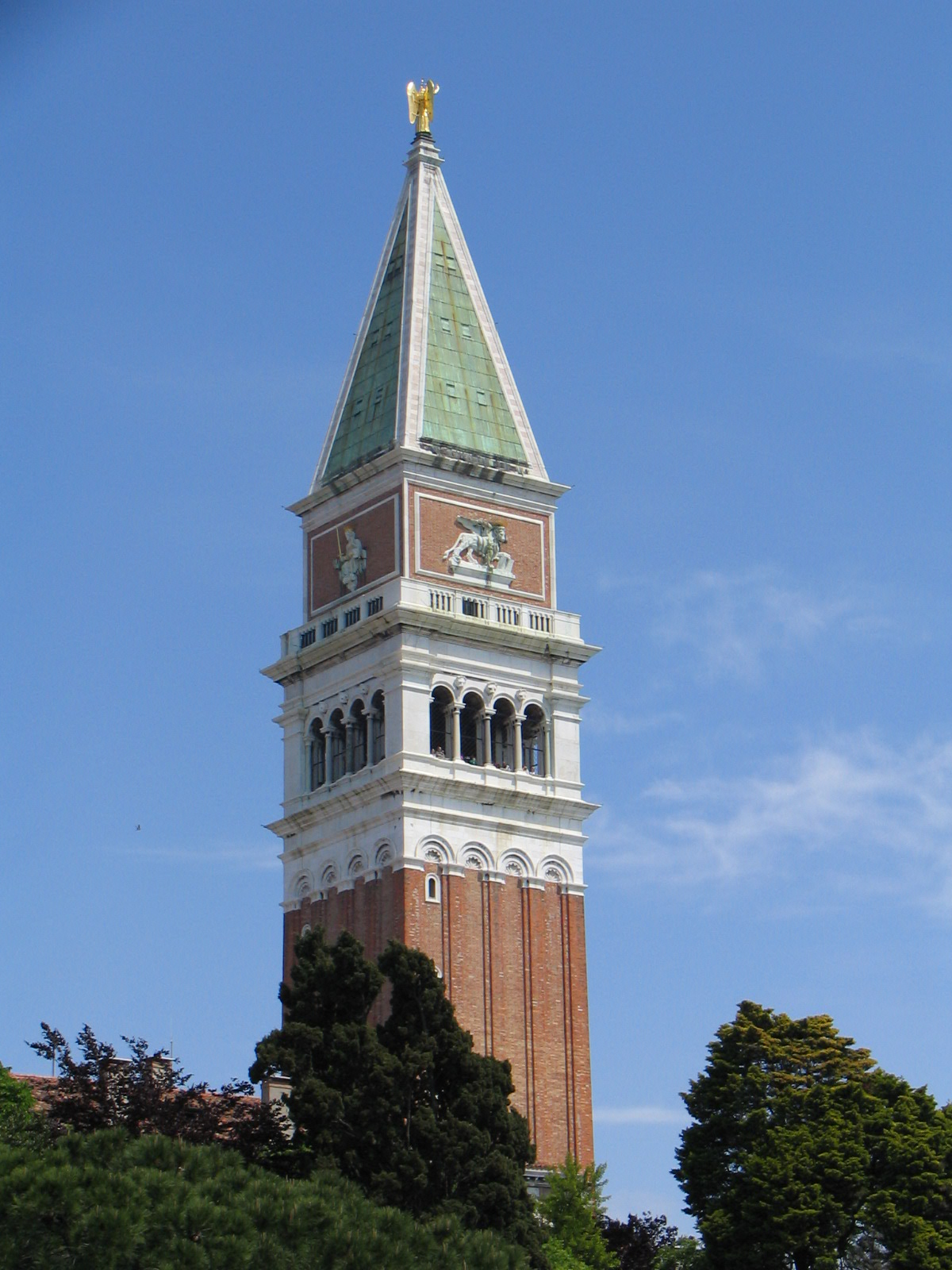
Кампанила собора Святого Марка выстроена в стиле, переходном от готики к ренессансу. 1514 год

При переходе к готике изменяется общий вид колоколен и их количество уменьшается. Теперь колокольня остаётся одна — посередине главного фасада, либо две — симметрично по обе стороны главного, западного фасада.
Готические колокольни имеют в плане квадрат, состоят из нескольких этажей, постепенно суживающихся кверху. Высота этажа зависит от удаления от земли — чем дальше, тем выше. На каждой стороне каждого этажа имеется одно- или двухчастное стрельчатое сложное окно.
Тело колокольни незаметно переходит в восьмигранную пирамидальную остроконечную крышу. В поздней готике кровля становится сквозной, состоящей из каменных плотных узорных рёбер с резными промежутками. Самый верх колокольни увенчивался либо крестом, либо фигурой петуха, которая является эмблемой христианского бодрствования, либо флероном или крестоцветом.
Многие готические колокольни были настолько сложны, что так и остались недостроенными из-за недостатка времени и финансирования.

### Возрождение
В эпоху Возрождения колокольни утратили первенствующее значение в формировании силуэтов храмов, уступив главенство куполам. Колокольни возводились, как правило, в слиянии с храмом.

## Самые высокие колокольни
- колокольня Кёльнского собора — 157,38 м;
- колокольня Страсбургского собора — 142 м;
- колокольня Собора Св. Стефана — 136,44 м;
- колокольня Собора Св. Михаила в Гамбурге — 132,1 м.
- колокольня Собора Св. Петра и Павла в Санкт-Петербурге — 122,5 м.

### Русь
На Руси домонгольского и монгольского периодов о строительстве колоколен ничего не известно. Первые упоминания о помещениях для размещения колоколов появляются в летописях начиная с XVI века. Подобные помещения носили названия «персь» или «перш», были временными типа козел, деревянными. 

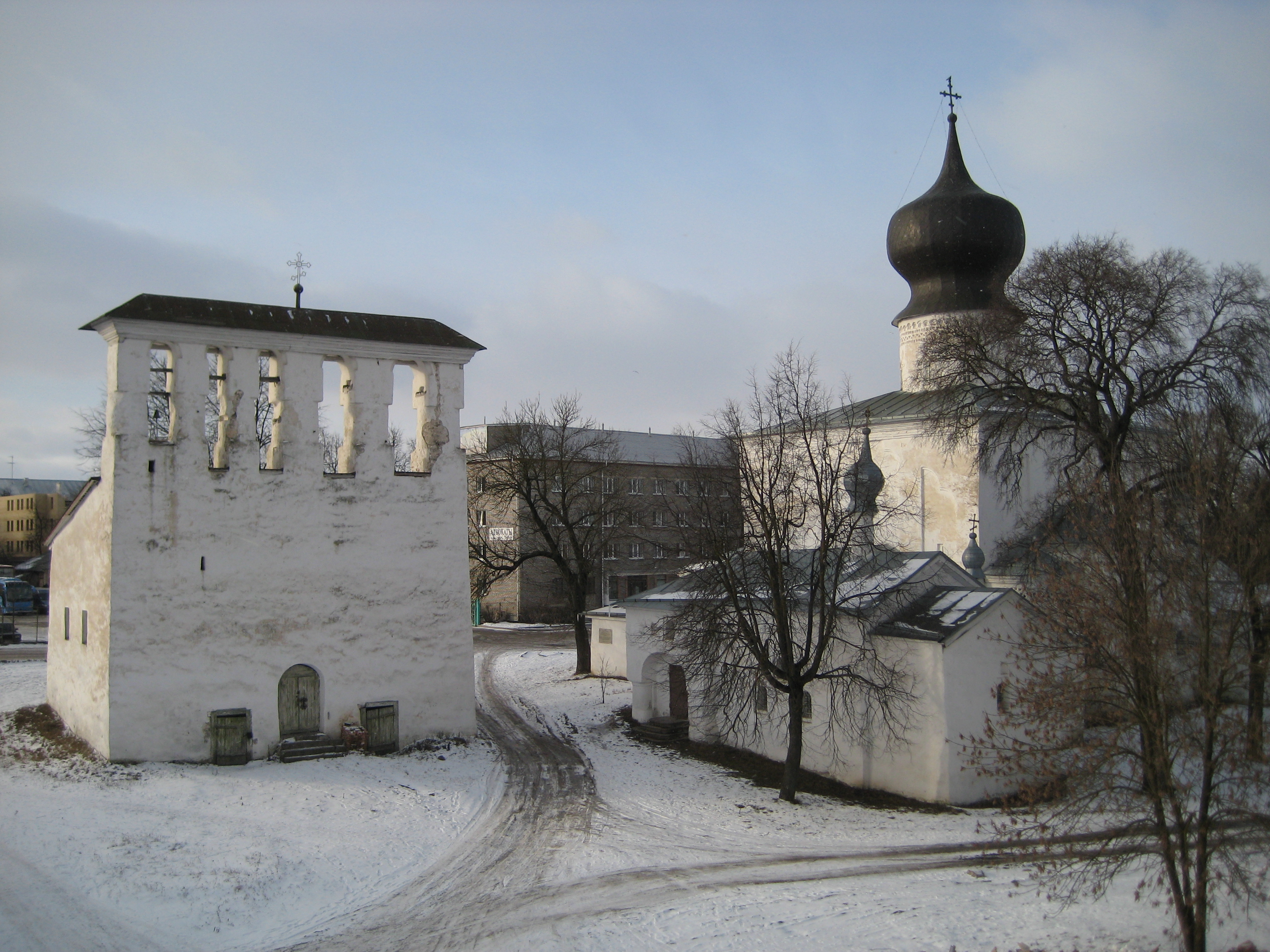
Типичная псковская звонничка — предок русской колокольни

Немного позже деревянные столбы заменили каменными и устроили более прочные перекрытия и покрытия. Подобные сооружения были предками звонниц. Наиболее простым и экономически выгодным вариантом размещения церковных колоколов является псковская звонница, выполненная в вид перекладины, укреплённой на невысоких столбах над землёй, что даёт возможность звонарю работать непосредственно с земли. Недостатком такого размещения является быстрое затухание звука, и колокол потому слышен на недостаточно большом расстоянии. Небольшие звонницы распространены в церквях Новгорода и Пскова.
В русской церковной традиции первоначально был распространён архитектурный приём, когда специальную башню — колокольню устанавливали отдельно от здания церкви. Это позволяло заметно увеличить дальность слышимости звука.
В более позднее время появилась тенденция пристраивать колокольню к уже имеющемуся зданию церкви, что нередко производилось формально, без учёта архитектурного облика церковного здания. Примером этого является Успенский собор во Владимире, по поводу которого местные жители острили, говоря, что наконец-то «к древнему собору прицепили паровоз».
До начала массовой постройки высотных зданий колокольни были самыми высокими строениями в любом населённом пункте, что позволяло слышать колокольный звон даже при нахождении в самых удалённых уголках большого города.

### Московское зодчество
На иконах XVI века встречаются изображения деревянных восьмигранных колоколен. В московский период начали возводить из камня. После восьмиугольной начали делать четырёхугольные и круглые, имеющие в завершении шатёр либо шести- или восьмигранную пирамиду. Но всегда здание колокольни возводилось отдельно стоящим либо с примыканием к какой-либо стороне здания храма. Высота колокольни была незначительной.
К исключениям можно отнести колокольню Ивана Великого в Московском Кремле, семиярусную колокольню Новоиерусалимского монастыря, 72-метровую колокольню Новодевичьего монастыря.

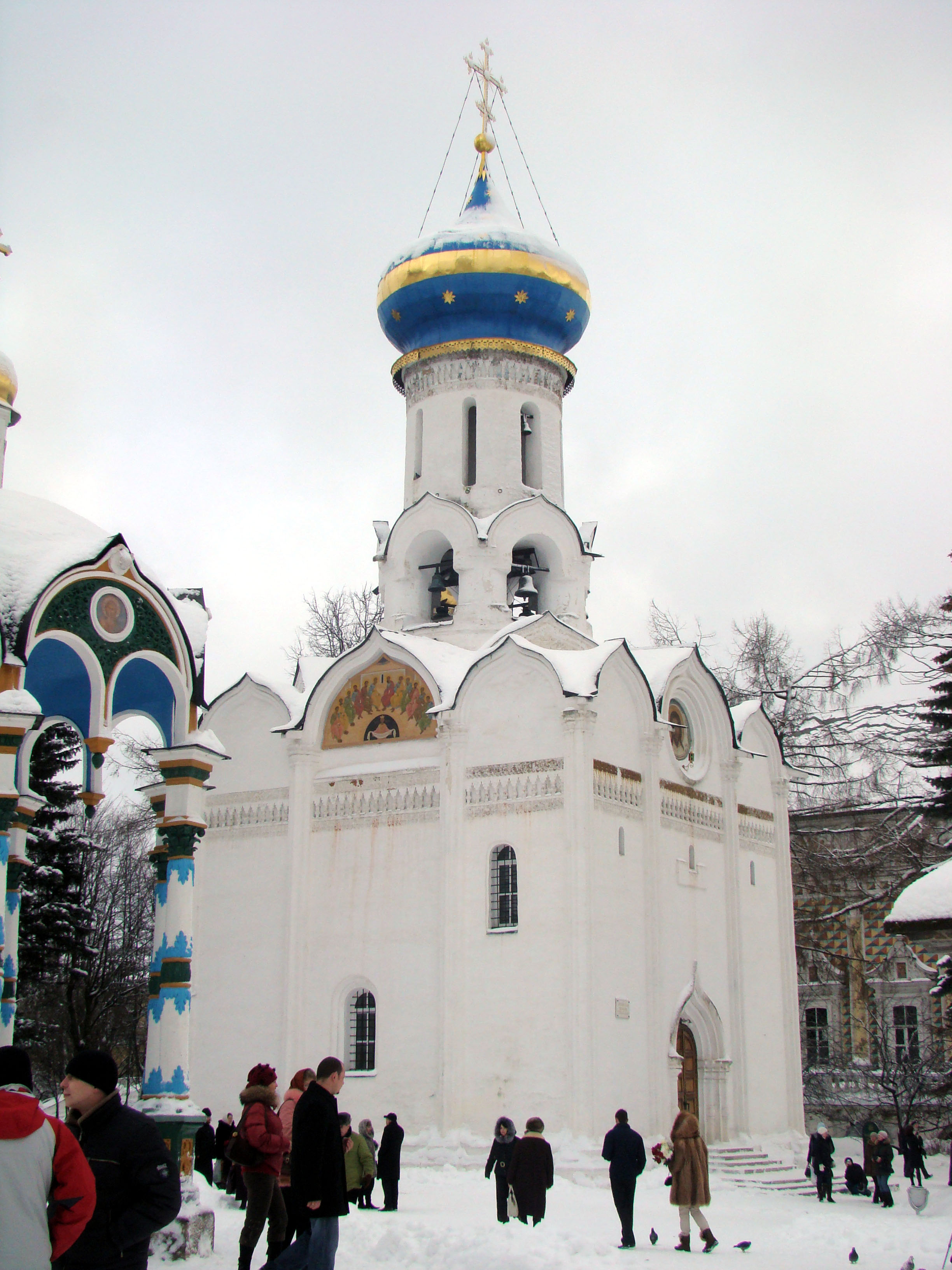
В XV веке колокольня надстраивалась прямо над храмом
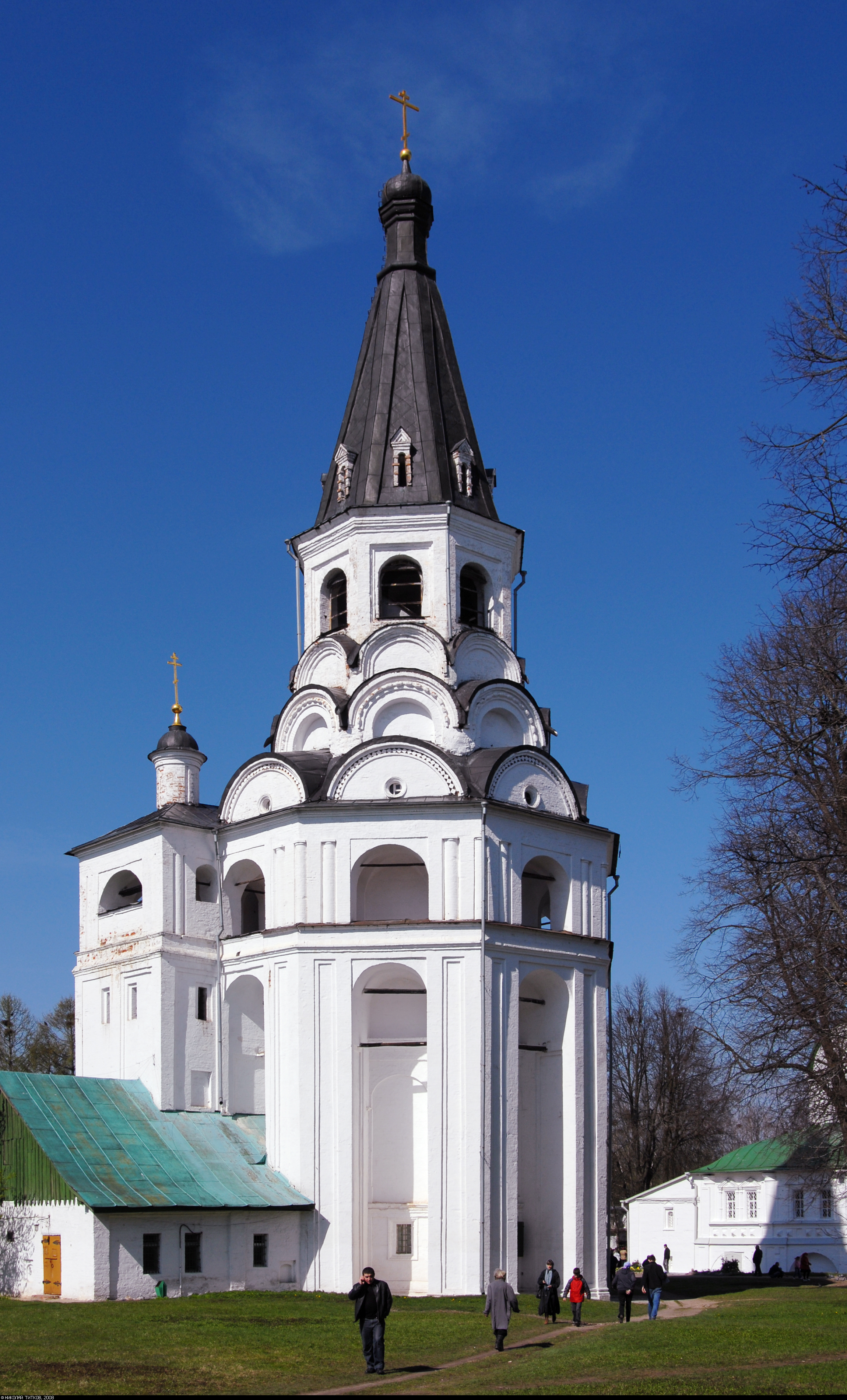
В XVI веке этот тип эволюционирует в привычную шатровую колокольню
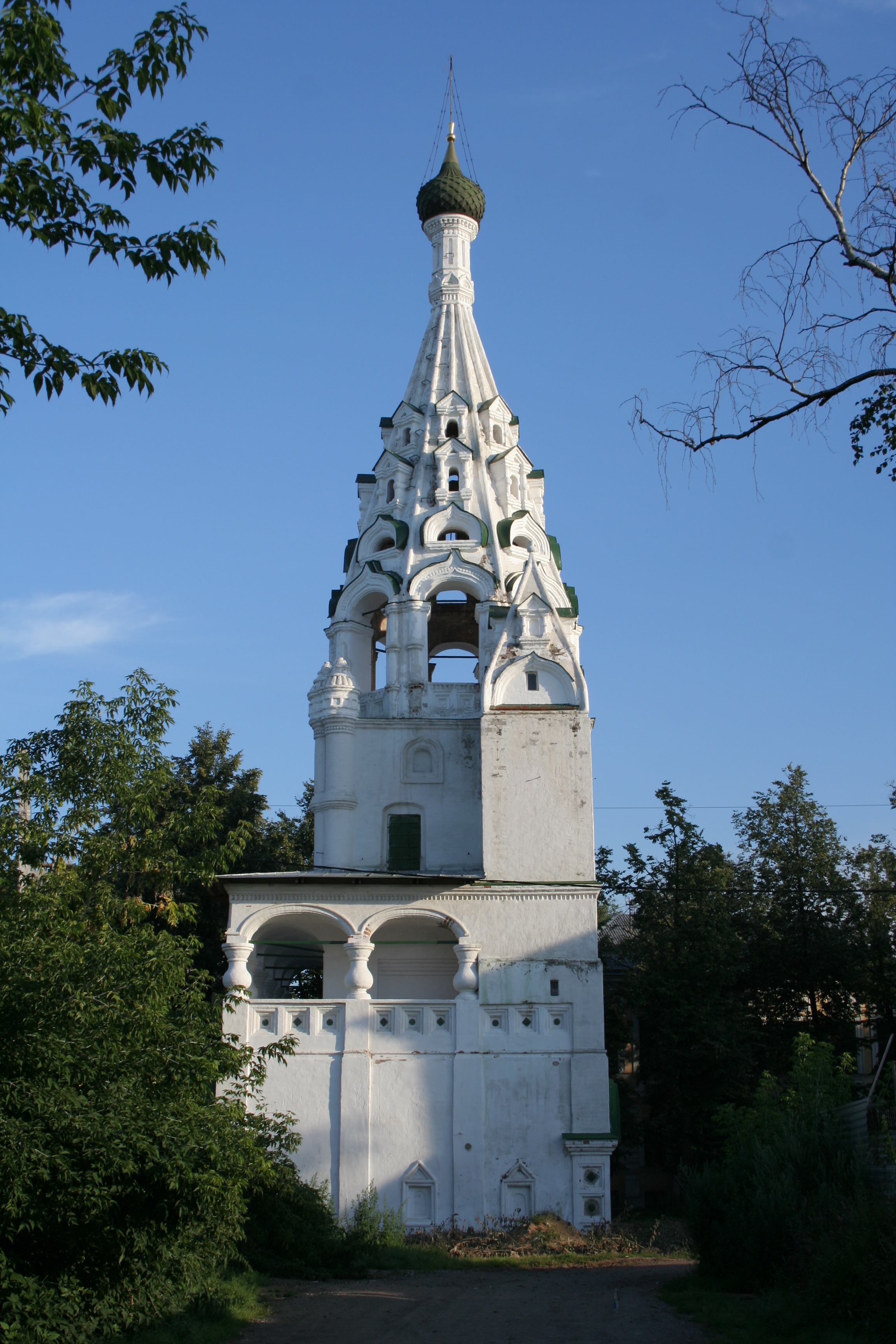
Отдельно стоящая колокольня середины XVII века с часозвоней
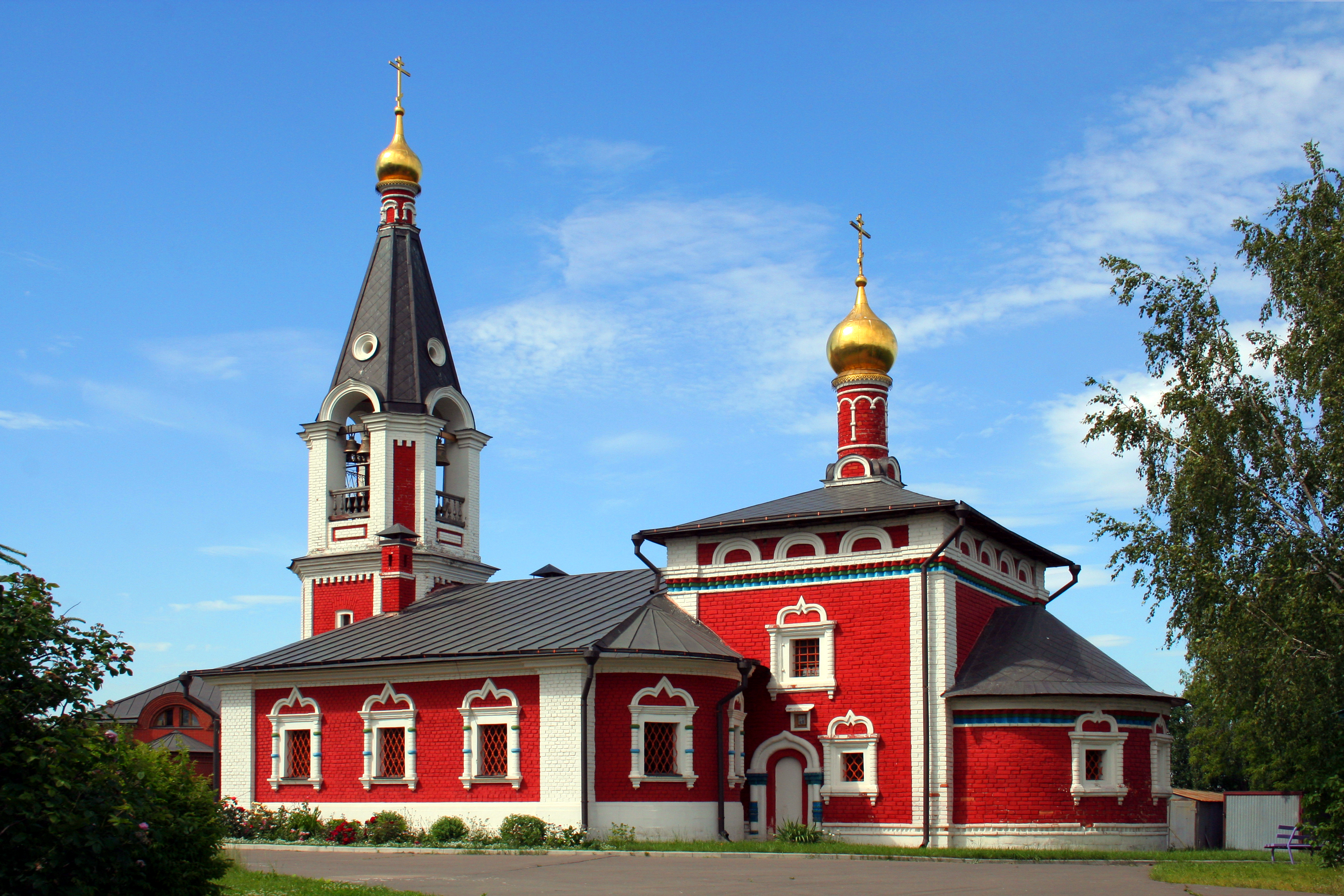
Для московских приходских церквей XVII веке, построенных «кораблём», характерна постановка колокольни над папертью
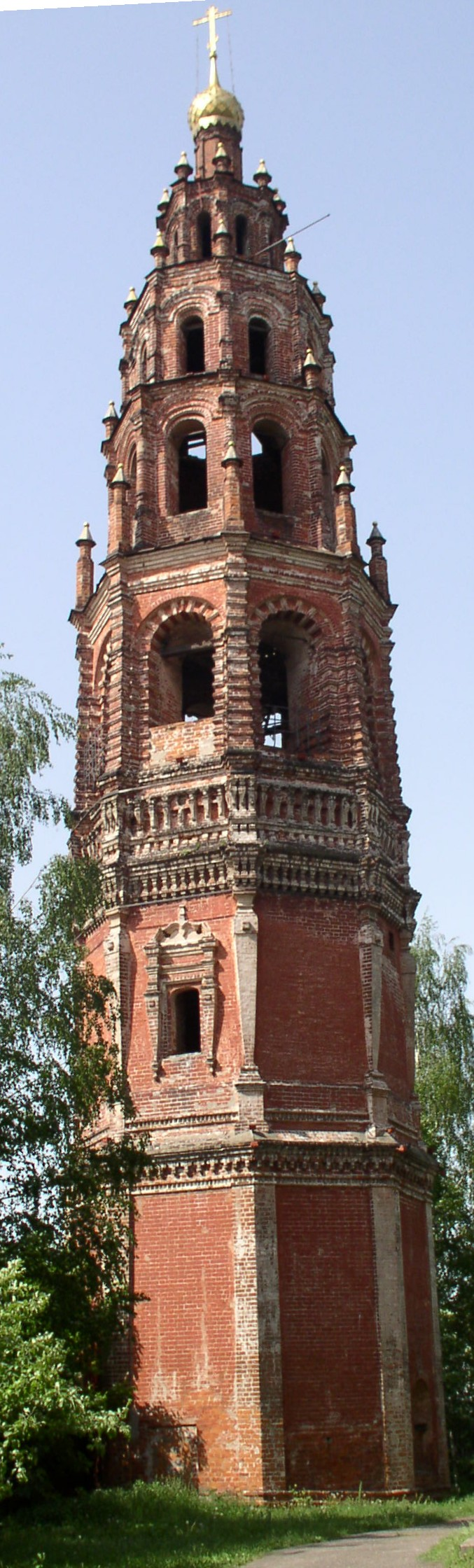
В конце XVII века на смену шатровым колокольням приходят ярусные

## Беффруа

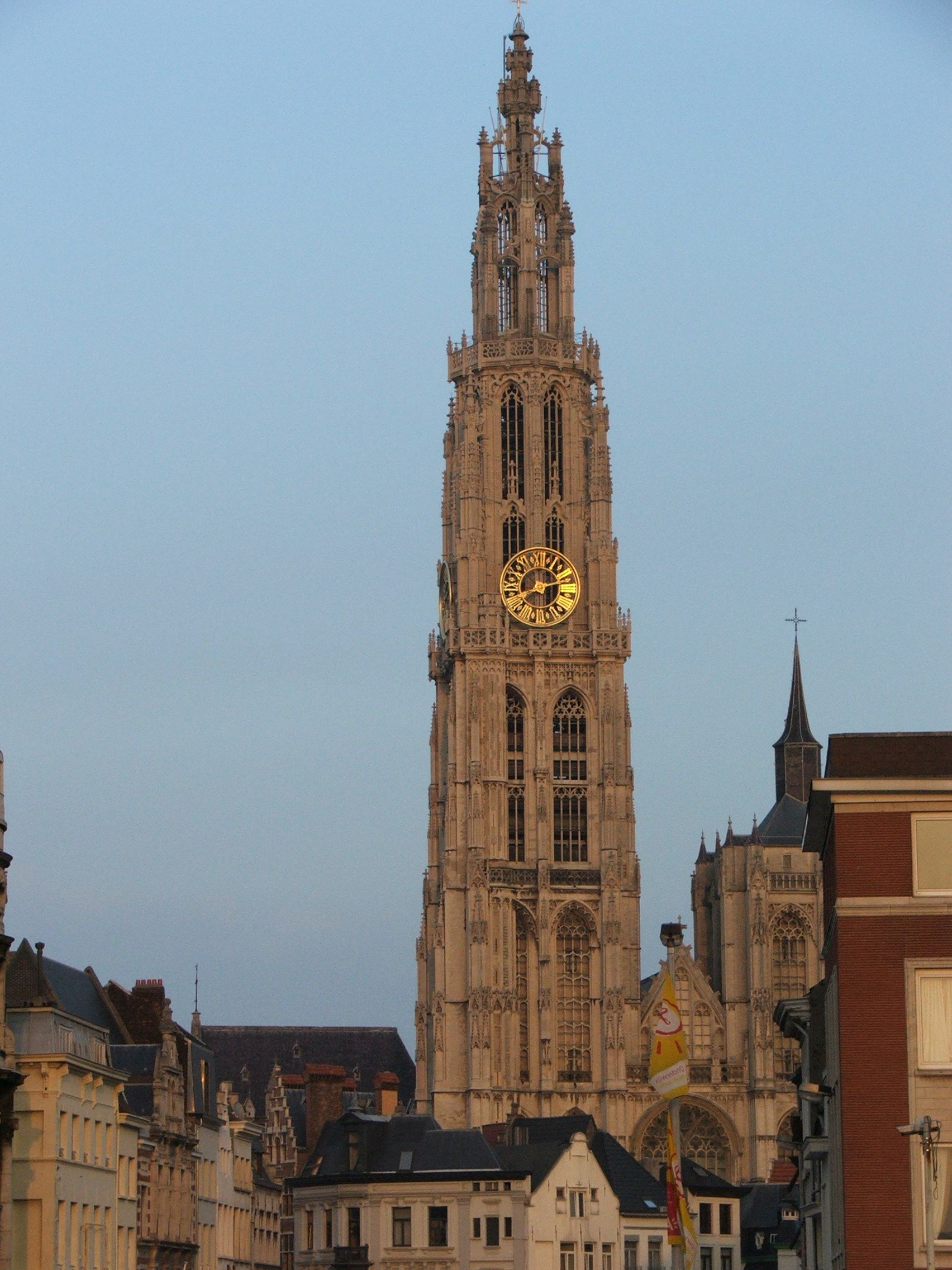
Беффруа Антверпенского собора

В Брюгге, Ипре, Генте, Лилле, Турне и Дуэ стоят знаменитые беффруа — высокие колокольни, которые доминировали в панораме средневековых фландрских городов и служили символами городского благосостояния и независимости. В 1999 тридцать две бельгийские беффруа были включены в список всемирного наследия ЮНЕСКО. В 2005 в список добавлены ещё одна бельгийская и 23 французских звонницы. Большинство из них прикреплены к гражданским постройкам, в основном к городским ратушам, лишь несколько из них стоят при церквях.